# Бурнашёво (Бурятия)
Бурнашёво — село в Тарбагатайском районе Бурятии. Входит в состав Десятниковского сельского поселения.

## География
Село находится на берегу реки Тарбагатайка, на федеральной автомагистрали Р258 «Байкал», на расстоянии 7 км к югу от села Тарбагатай, административного центра района.

## История
Поселение основано в первой половине XVIII века «ясашным инородцем» Бурнашёвым. Жители деревни впервые упоминаются в списках Тарбагатайской Зосимо-Савватиевской церкви за 1747 год. В 1765 году в деревне были поселены старообрядцы-семейские, сосланные из отошедших от Польши к России земель вокруг города Ветка.

## Улицы
- ул. Заречная,
- ул. Молодёжная,
- ул. Трактовая.